# Peștera Son Doong
Peștera Son Doong (în vietnameză: Hang Sơn Đoòng, adică Peștera Râului din Munte), este o peșteră în Parcul Național Phong Nha-Ke Bang, provincia Quang Binh, Vietnam.

## Istoria
Peștera a fost gasită de un localnic pe nume Ho-Khanh în 1991. Bărbații din jungla locală s-au temut de peșteră pentru șuieratul făcut de râul din subteran. Cu toate acestea, abia în 2009 a fost adusă la cunoștința publicului, atunci când un grup de oameni de știință britanici de la British Cave Research Association, conduși de Howard Limbert, au realizat un studiu în Phong Nha-Ke Bang la 10-14 aprilie 2009.

## Geografia
Peștera este situată în apropiere de granița Laos-Vietnam. Ea are un mare râu subteran ce trece prin interiorul său. Potrivit lui Howard Limbert, această peșteră este de cinci ori mai mare decât peștera Phong Nha, considerată anterior cea mai mare peșteră din Vietnam. 

### Particularitate
Cea mai mare cameră a peșterii Son Doong are peste cinci kilometri în lungime, 200 de metri înălțime și 150 de metri lățime. Cu aceste dimensiuni, peștera Son Doong preia de la peștera Deer din Malaezia titlul de cea mai mare sală a unei peșteri din lume. 